# Yusuke Kawakita
Yusuke Kawakita (Osaka, 13 de Maio de 1978) é um futebolista japonês que atua como goleiro. Atualmente joga pelo Ehime FC do Japão.